# ییرژی آدامیرا
ییرژی آدامیرا (چکی: Jiří Adamíra؛ ‏ ۲ آوریل ۱۹۲۶ – ۱۴ اوت ۱۹۹۳) بازیگر اهل کشور جمهوری چک بود. از سال ۱۹۴۶ تا ۱۹۵۰ زیر نظر کارگردان ییرژی دالیک در تئاتر کار کرد. او بعداً در ۲۱ فیلم بین سال‌های ۱۹۵۲ و ۱۹۸۹، و در ۲۲ سریال تلویزیونی ظاهر شد.